# 難波寺
難波寺（なにわじ）は、大阪府大阪市生野区にある臨済宗妙心寺派の寺院。山号は月江山。本尊は十一面観音。

## 歴史
この寺は、736年（天平8年）聖武天皇の勅命により行基によって、奈良東大寺の大仏開眼法要のため、遣唐使の船にて来日したベトナムの僧侶を宿泊させるため、現在の天王寺区東高津町に創建されたと伝えられ、当初、三井寺の直末として天台宗に属していた。室町時代に入ると荒廃し、江戸時代に入って妙心寺塔頭後花園院の卓同和尚により中興され臨済宗に改められた。1925年（大正14年）現在地に移された。

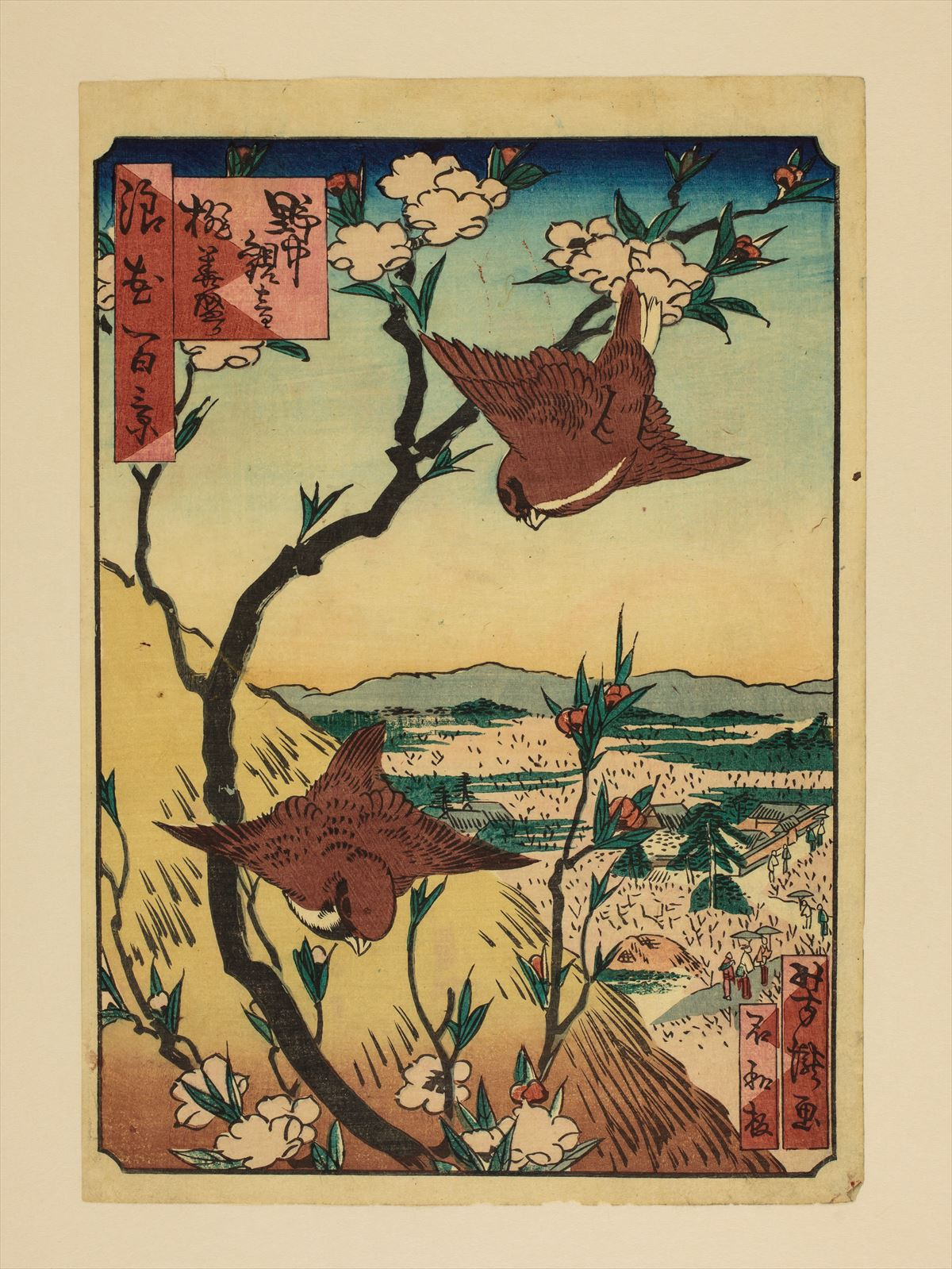
浪速百景 野中観音桃華盛り

移転前の上本町では野中の観音（野中観音）と呼ばれ、桃の名所として有名であった。浪速百景百図の内、百番目の「野中観音桃華盛り」に描かれており、現在、大阪市のクリスタ長堀に展示されている。

## 境内・宝物
境内には、浄瑠璃・歌舞伎の演目に「茜染野中隠井」（あかねそめのなかのかくれい）縁の、井戸と墨掛け地蔵がある。
また、難波寺形と呼ばれる手水鉢が現存する。
本尊の十一面観音像は行基の作と伝えられている。

## 交通アクセス
- 地下鉄千日前線北巽駅より西に徒歩14分。